# Escala O
A escala O, é uma escala comumente usada para trens de brinquedo e ferromodelismo. A denominação escala O deriva da original Escala 0, que por sua vez, recebeu essa designação por ser menor que a já difundida Escala 1. 

## Características
Essa escala foi introduzida pelo fabricante de brinquedos alemão Märklin por volta de 1900. Já na década de 1930 a escala O com trilhos de três vias de corrente alternada era a mais popular do ferromodelismo nos Estados Unidos e permaneceu assim até a década de 1960. Na Europa, a sua popularidade caiu antes da Segunda Guerra Mundial devido ao surgimento de escalas menores.
Existem, no entanto, várias diferenças admitidas no padrão da escala O, o que pode ser confuso. Os trilhos típicos da escala O têm uma bitole de 32 mm, sendo que a National Model Railroad Association (NMRA), permite uma variação dessa medida entre 31,75 e 32,64 mm.